# گروه توپولوژیکی
در ریاضیات، گروه‌های توپولوژیکی (به انگلیسی: Topological Groups)، از نظر منطقی ترکیبی از گروه‌ها و فضاهای توپولوژیکی هستند، یعنی آن‌ها همزمان هم فضاهای توپولوژیکی هستند و هم گروه‌های مجرد، چنان‌که شرط پیوستگی برای اعمال گروهی این دو ساختار را به هم مرتبط کرده و نتیجتاً از یکدیگر مستقل نخواهند بود.
گروه‌های توپولوژیکی به‌طور گسترده طی سال‌های ۱۹۲۵ تا ۱۹۴۰ میلادی مطالعه شده‌اند. هار و ویل (به ترتیب در ۱۹۳۳ و ۱۹۴۰ میلادی) نشان دادند که انتگرال‌ها و سری‌های فوریه حالت‌های خاصی از دسته بسیار وسیعی از گروه‌های توپولوژیکی می‌باشند.

## ارجاعات
1. ↑  Pontrjagin 1946, p. 52.
2. ↑  Hewitt & Ross 1979, p. 1.